# カワサキハロウィン
カワサキ ハロウィン（KAWASAKI Halloween）は、1997年（平成9年）から2020年（令和2年）まで、神奈川県川崎市川崎区の川崎駅周辺で開催されていた日本最大規模のハロウィンイベント。10月最終週の日曜日には川崎駅前で仮装パレードが開催されていた。企画制作はチッタ エンタテイメント。

## 概要
第1回（1997年）は川崎駅前のシネマコンプレックス「チネチッタ」の開業10周年記念イベントとして開催された。運営会社チッタ エンタテイメントは大作映画の少ない秋期興行中の行事としてハロウィンに着目。ドイツで人気のテクノパレードをモチーフにして、ホラー映画とレイブを組み合わせ、DJがトラックに乗り先導する仮装パレードを企画した。刺激的な内容には「東京横浜の若者を川崎に呼び寄せたい」「川崎のマイナスイメージを払拭して元気にしたい」という地域活性化の思いが込められていた。
初開催時のパレード参加者は約150人、沿道の観客は約500人。参加者の半分は社員や劇団員などの「さくら」で、メイン会場のラ チッタデッラ近隣の商店街を歩く程度のイベントだった。しかし、マスコミ効果もあってパレード参加者数は年々増加し、手の込んだ仮装のクオリティーを楽しみにする見物客も集まるようになった。パレードコースは東口商業エリアを一周するルートに拡大し、駅周辺の商店街や商業施設も主催団体に名を連ねた。最盛期の2010年代にはパレード参加者約3,000人、（川崎市を含む）主催25団体、沿道の観覧者約12万人、期間中の経済効果は約10億円（2019年）という街を挙げての一大イベントに成長した。日本でのハロウィン・パレードブームの火付け役にもなったとされ、渋谷・六本木とともに日本三大ハロウィンイベントともいわれる。
2020年（令和2年）はコロナ禍により実イベントを中止し、Twitterなど各種SNSに仮装動画を投稿してもらうオンライン形式で開催した。
2021年（令和3年）8月27日、チッタ エンタテイメントはカワサキ ハロウィンの終了を発表し、24年の歴史に幕を閉じた。終了の理由として「イベントの盛り上がりがピークを過ぎたこと」「ハロウィンの楽しみ方が多様化したこと」「過熱したハロウィンブームへのネガティブな反応」などを挙げている。運営側はコロナ感染拡大前の2020年2月に止め時と判断しており、本来はその年のゴールデンウィーク明けに発表して、10月にフィナーレを飾るはずであった。
2022年（令和4年）11月、新たな地域振興イベントとして、夜の繁華街や食文化の魅力を発信する「川崎夜市（よいち）」が初開催された。

## おもな行事
10月のカワサキ ハロウィン期間中は、下記のイベント以外にも協賛セールやスタンプラリーなど各種企画が行われる。
ハロウィン・パレード
メインイベントとして10月最終週の日曜日に開催。メイン会場のラ チッタデッラ付近をスタート・ゴール地点として、東口駅前エリアの約1.5 km（駅前京急線高架下通り - 市役所通り - 平和通り - 新川通り）を一周する。DJを乗せたフロートが先導し、大音量のクラブミュージックをかけながらパレードする(過去には、DJ Shoko-FやQ'HEYなどが出演していた)。参加希望は事前申し込み制で、2013年より有料制になった。小学生未満は参加不可。
キッズ・パレード
未就学児対象のイベント（保護者同伴）。ハロウィンパレードの前日（土曜日）、3つの商店街（銀座街 - 銀柳街 - チネチッタ通り）を通ってパレードする。
ハロウィン・アワード
ハロウィンパレード終了後に行われる仮装コンテスト。パレード参加者全員が対象となり、ベスト・パンプキン賞（グランプリ）ほか各賞に賞品が授与される。2018年よりSNSからの写真投稿も認められる。
ダンシング・パンプキン
アレーナチッタで行われるアフターパーティー。パレードに参加したDJやパフォーマーが登場する。
HALLOWEEN映画祭
厳選されたマニアックなホラー映画をチネチッタで上映する。
ロッキー・ホラー・ショー
第1回カワサキ ハロウィン（1997年）から続いているカルト映画の上映会。
ゴブリン・ライブ
『ゾンビ』『サスペリア』などダリオ・アルジェント監督のホラー映画の音楽を手がけてきたゴブリンが、映画上映にあわせて生演奏する。

## 歴史
- 1997年 第1回目のハロウィンパレードを開催。当時はハロウィンというイベント自体があまり認知されていなかった時代で、「仮装」も行政、所轄警察署になかなか理解されず、パレードをするにあたって必要な道路使用許可の取得には多くの時間と労力が必要であった[5]。開催されたパレードの参加者は約150人、観客は500人だったが、当時の人気番組「トゥナイト2」(テレビ朝日系)で放送されたこともあって話題となった[5][13]。
- 2014年 川崎競輪場から国道15号を横断し、市役所通りを川崎駅へ向かう直線的なルートを採用（この年のみ）。
- 2015年 映画「スターウォーズ」とのコラボレーション。市役所通りと新川通りは片側2車線から3車線に規制を拡げる。
- 2016年 「ハロウィン・パレード」の先導役を務めたのは映画「ローグ・ワン／スター・ウォーズ・ストーリー」。
- 2017年 川崎市が進める、年齢、障がい、人種、LGBTを超えて、やさしい社会環境づくりを進める取り組み「かわさきパラムーブメント」への賛同と、市民への理解を促すための取り組みとして、ハロウィン・パレードに『プライド・パレード』を実施[14]。パレード当日、台風22号の接近により中止を決定[15]。
- 2018年 新川通りの6車線を完全封鎖し、全長約1.7kmの従来のコースを仮装パレード。参加者約2,500人[16]。映画『カメラを止めるな！』とのコラボレーションも企画も実施した[16]。
- 2019年 ダンスパフォーマンス集団「東京ゲゲゲイ」をゲストに迎えてパレードを開催した。参加者は1,850人、約12万人の観衆が集まった[17]。
- 2020年　国内外から仮装動画を募集し、SNS（交流サイト）に投稿してもらい、仮装姿を発信するオンライン開催となる[18]。
- 2021年 同年の開催を行わず、イベントの終了を発表。24年の歴史に幕を下ろす[19][20]。